# 前419年
| 千纪： | 前1千纪 |
| 世纪： | 前6世纪 \| 前5世纪 \| 前4世纪 |
| 年代： | 前440年代 \| 前430年代 \| 前420年代 \| 前410年代 \| 前400年代 \| 前390年代 \| 前380年代                                                                                        |
| 年份： | 前424年 \| 前423年 \| 前422年 \| 前421年 \| 前420年 \| 前419年 \| 前418年 \| 前417年 \| 前416年 \| 前415年 \| 前414年                                                          |
| 纪年： | 周威烈王七年 魯元公十八年 齊宣公三十七年 晉幽公十五年 趙獻子五年 魏文侯六年韓武子六年 秦靈公六年 楚簡王十三年 宋昭公五十年 衛懷公七年 鄭繻公四年 燕閔公二十年 越王朱勾二十九年 |

## 大事記
- 魏軍突然在河西地區的少梁（今陝西省韓城市西南）修築城池，秦國派兵進攻，兩軍在少梁交戰兩年，秦國與魏國第一次河西之戰開始。